# The Co-operative Bank
The Co-operative Bank est un groupe bancaire et financier coopératif anglais, dont le siège social est situé à Manchester (Royaume-Uni).

## Histoire
Depuis 1992, la banque se présente comme étant une société éthique, qui se refuse d'investir dans un certain nombre de secteurs (armement, génie génétique, activités pouvant aggraver le changement climatique, expérimentation animale, atelier de misère, etc.).
Endettée, la dette de la banque a été restructurée, en octobre 2013, par le fonds vautour Aurelius Capital Management.
En mai 2024, Coventry Building Society annonce l'acquisition de Co-op Bank pour 780 millions de livres.